# فرودگاه دریاچه شونیگن
فرودگاه دریاچه شونیگن (به انگلیسی: Shawnigan Lake Water Aerodrome) یک فرودگاه خصوصی است که یک باند فرود آب دارد. این فرودگاه در کشور کانادا قرار دارد و در ارتفاع ۱۱۶ متری از سطح دریا واقع شده است.